# Área de conservación Guanacaste
El Área de Conservación Guanacaste (ACG) es un sitio Patrimonio de la Humanidad declarado por la Unesco en el año 1999. Está situado en el noroeste de Costa Rica, y comprende el parque nacional Santa Rosa, el parque nacional Guanacaste, el parque nacional Rincón de la Vieja, el Refugio de Vida Silvestre Iguanita, el Refugio de Vida Silvestre Isla Bolaños, y el Refugio de Vida Silvestre Bahía Junquillal. Se formalizó la unión en el Sistema Nacional de Conservación Áreas (SINAC) en 1994.
El corazón del Área de Conservación Guanacaste (ACG) comprende un solo bloque bio-geográﬁco ininterrumpido de área silvestre protegida de 163,000 hectáreas, que se extiende desde el área marina en los alrededores del archipiélago Islas Murciélago en el océano Pacíﬁco, pasando por la meseta de Santa Rosa hasta la cima de los volcanes Orosí, Cacao y Rincón de la Vieja de la Cordillera Volcánica de Guanacaste y continuando hasta las tierras bajas del lado Caribe del Costa Rica.
El ACG contiene juntos e integrados cuatro de los cinco ecosistemas principales del trópico: marino/costero, bosque seco, bosque nuboso y bosque lluvioso y representa el único transecto conservado de este tipo en el Nuevo Mundo.
En este bloque biogeográﬁco que representa aproximadamente el 2% del país y el 13% de la provincia de Guanacaste se encuentran aproximadamente 335.000 especies de organismos terrestres, lo que equivaldría a un 2.6 % de la biodiversidad mundial. En otras palabras, en el ACG existen más especies terrestres que todas las que existen en el norte de México, Estados Unidos y Canadá juntos.
Este ha sido uno de los argumentos fundamentales por lo que el Centro de Patrimonio Mundial de la UNESCO, declaró en 1999, al ACG Silvestre como Sitio Patrimonio de la Humanidad, por cuanto el ACG ha demostrado ser un sitio signiﬁcante para el desarrollo de grandes procesos biológicos y ecológicos en ambientes terrestres y marinos, entre ellos : a) la evolución, sucesión y restauración biológica del bosque tropical seco; b) migración de especies a nivel altitudinal y otros procesos biogeográﬁcos y ecológicos interactivos entre y a lo largo del transecto de bosque seco del Pacíﬁco, bosque montano y nuboso y bosque de las tierras bajas del Caribe (UNESCO, criterios N (ii) (iv), 1999, Marruecos).
En sus orígenes, la creación del ACG llevó implícito la compra de tierras privadas, contiguas al Parque Santa Rosa -(entre la carretera interamericana y los volcanes Orosi y Cacao)- que tenían suﬁcientes remanentes de bosque para permitir la restauración, supervivencia y conservación de las poblaciones de organismos propios del bosque seco, dado que nivel de Mesoamérica este tipo de ecosistema prácticamente ya había sido extinto desde siglos atrás.
Es así como el ACG hoy contiene la única muestra de bosque seco que se encuentra desde México hasta Panamá, con un tamaño los suﬁcientemente grande para permitir su conservación a perpetuidad. La otra área protegida de bosque seco más grande se encuentra en el parque nacional Kakadu, en Australia.

## Áreas protegidas
- Área Marina de Manejo Bahía Santa Elena
- Humedal Riberino Zapandí
- Parque nacional Guanacaste
- Parque nacional Santa Rosa
- Parque nacional Rincón de la Vieja
- Refugio de Vida Silvestre Bahía Junquillal
- Refugio de Vida Silvestre Corredor Fronterizo
- Refugio de Vida Silvestre Iguanita